# Jeremy Jackson
Jeremy Dunn Jackson (ur. 16 października 1980 w Newport Beach) – amerykański aktor i piosenkarz. 
Odtwórca roli Hobiego Buchannona w serialu NBC Słoneczny patrol (1991–1999), za którą był trzykrotnie nominowany do Young Artist Award.

## Życiorys
Urodził się w Newport Beach w Kalifornii. Wraz z młodszą siostrą Taylor był wychowywany przez samotną matkę Jolannę Dunn. Miał problemy z nauką ze względu na zaburzenie zwane dysleksją.
Mając 7 lat wziął udział w reklamie samochodów Mattel. Następnie nakręcił ok. 15 reklam. W wieku dziewięciu lat trafił jako młody Derek Griffin do opery mydlanej NBC Santa Barbara (1990). Debiutował na dużym ekarnie w melodramacie muzycznym Krzyk (Shout, 1991) u boku Johna Travolty. Od 23 września 1991 do 8 listopada 1999 grał postać Hobiego Buchannona, syna ratownika Mitcha Buchannona (David Hasselhoff) w serialu NBC Słoneczny patrol.
W 1993 występował gościnnie podczas europejskiej trasy koncertowej Davida Hasselhoffa. Następnie podpisał kontrakt z Edel Records i nagrał album Number One (1994), która trafiła na miejsce 17 w Holandii, a także znalazła się na miejscu 90 w Niemczech. Płytę promowały dwa single – „I Need You” i „Looking for My Number 1”. Rok później wydał kolejny krążek pt. Always (1995) oraz trzy single – „You Can Run”, „French Kiss” i „I’m Gonna Miss You”, nie powtórzył jednak sukcesu pierwszego albumu. Potem nagrał jeszcze singiel „You Really Got Me” (1997).
W 2011 dołączył do rewii striptizerów Chippendales w Las Vegas jako Master of Ceremony. W 2013 wziął udział w rozbieranej sesji hiszpańskiego magazynu erotycznego „Primera Línea”.
W styczniu 2015 wziął udział w reality show Celebrity Big Brother, odpadł już czwartego dnia po tym, gdy przed kamerami zdarł z jednej z uczestniczek programu, modelki Chloe Goodman, szlafrok i zaprezentował wszystkim jej nagi biust. Po tym incydencie produkcja programu natychmiast wyrzuciła Jacksona z domu Wielkiego Brata.

## Życie prywatne
W 2008 opublikowano seks-taśmę z udziałem Jacksona i gwiazdy porno Sky Lopez.
12 grudnia 2012 ożenił się z modelkę fitness Loni Willison. W 2014 próbował zamordować swoją żonę; dusił i bił ją, gdy leżała w łóżku. Po kłótni Willson miała dwa złamane żebra, ranę na szyi i zadrapania na twarzy i ciele. Doszło do separacji i rozwodu.
Pod koniec 2015 dźgnął nożem w klatkę piersiową przechodnia w West Lake w Los Angeles. W rezultacie Jeremy został przewieziony do policyjnego aresztu, gdzie usłyszał, że jest oskarżony o napad z bronią w ręku. Jednak jeszcze tego samego dnia wpłacił kaucję w wysokości 30 tys. dolarów i wyszedł na wolność.

## Filmografia

### Seriale
- 1990: Santa Barbara jako młody Derek Griffin
- 1991-99: Słoneczny patrol (Baywatch) jako Hobie Buchannon
- 2012: DTLA jako Kevin

### Filmy fabularne
- 1990: Magia muzyki (Shout) jako młody Bell Ringer
- 1992: The Bulkin Trail (TV) jako młody Michael Bulkin
- 1994: Thunder Alley (TV) jako Danny
- 2004: Krąg ciemności (Ring of Darkness) jako Xavier
- 2010: The Untitled Kris Black Project jako Caleb
- 2013: Marzenia senne (Dreams) jako DJ Smoove